# 蒂爾登鎮區 (密歇根州)
蒂爾登鎮區（英語：Tilden Township）是位於美國密歇根州馬凱特縣的一個行政鎮區。

## 地方資料
蒂爾登鎮區的面積為248.38平方千米，當中陸地面積為232.58平方千米，而水域面積為15.80平方千米。根據2020年美國人口普查的數據，當地共有人口1045人，而人口密度為每平方千米4.21人。